# Rolf Harris
 (avril 2023).
Rolf Harris est un acteur, chanteur, compositeur et réalisateur australien né le 30 mars 1930 à Bassendean (Perth, en Australie-Occidentale) et mort le 10 mai 2023 à Bray, en Angleterre.

## Biographie
Né en Australie, il est arrivé en Angleterre en 1952. Il est devenu l'un des comiques les plus appréciés de Grande-Bretagne. Il était également un excellent nageur. Certaines de ses chansons ont été des succès, et il a écrit des livres très populaires. Certaines de ses peintures ont été exposées à la National Gallery de Londres. Sa série télévisée Animal Hospital a été récompensée cinq fois. Il a également présenté Rolf Harris' Star Portraits et Rolf on Art sur la BBC[source insuffisante]. 

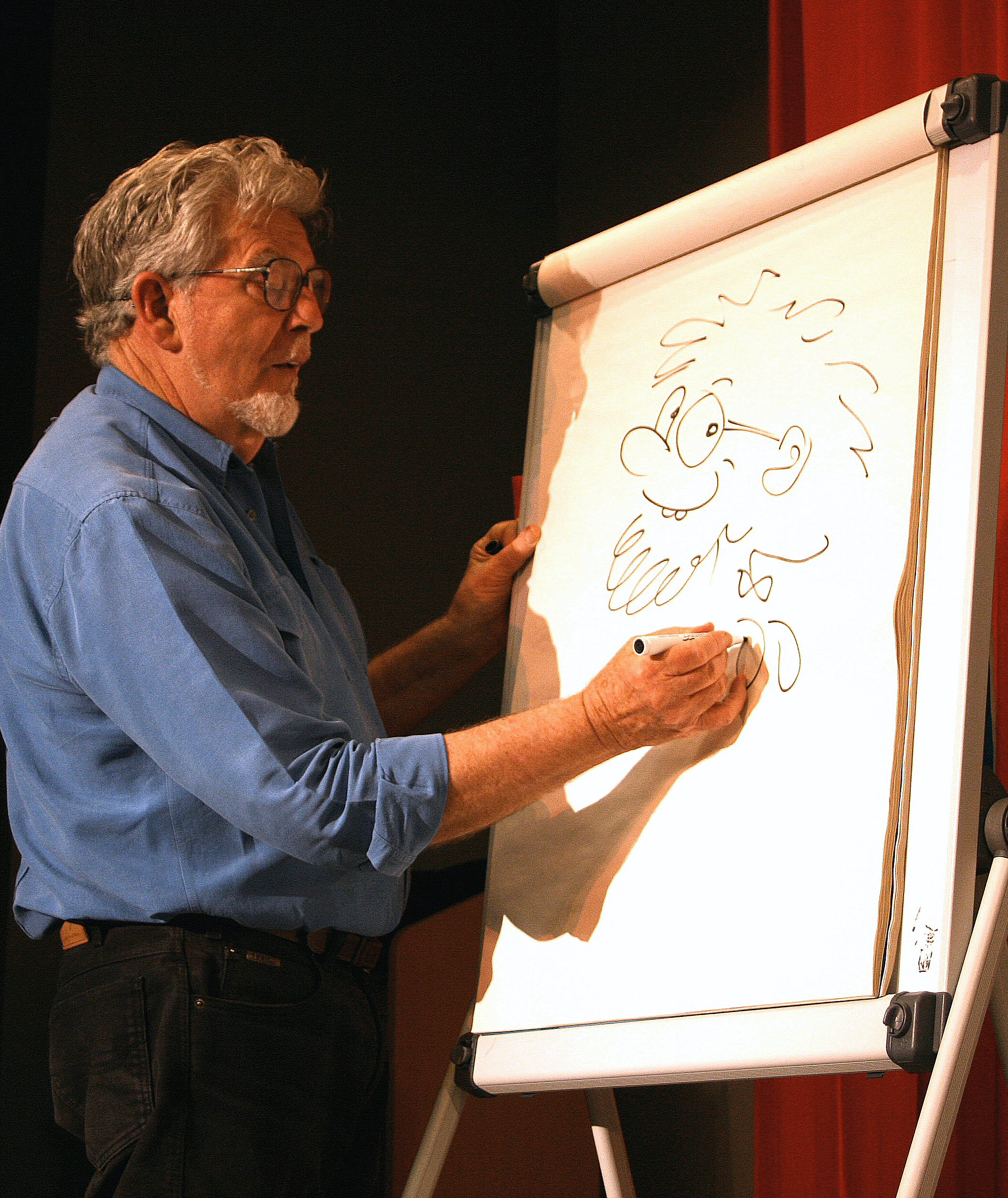
Rolf Harris croquant un Rolfaroo (ici, un autoportrait).

Il a été choisi pour peindre le portrait de la Reine Élisabeth II pour marquer son quatre-vingtième anniversaire et la Monnaie royale d'Australie lui a demandé de concevoir une pièce de dollar commémorative de kangourou d'argent. En juillet 2008, Rolf a été installé dans le Panthéon de l'ARIA (récompenses australiennes d'industrie d'enregistrement), et en décembre 2008, il a présenté la conférence annuelle sur l'art du portrait à l'ouverture officielle du Musée national australien des portraits à Canberra.[réf. nécessaire]
En 2008, Rolf Harris a reçu un titre de docteur honoris causa de l'Université de Londres-Est.[réf. nécessaire]
En juillet 2014, Rolf Harris est condamné à cinq ans et neuf mois de prison ferme par un tribunal londonien, pour des agressions sexuelles sur quatre jeunes filles âgées de 8 à 19 ans.
Il est mort d'un cancer en mai 2023 à sa maison à Bray dans le Berkshire, en Angleterre, à 93 ans. L'incinération fut privée.

### Prédicats honorifiques
- MBE (1968–1977)
- OBE (1977–2006)
- CBE (2006–2012)
- AM (1989–2006)
- AO (2012–2014)

À la suite de sa condamnation en 2014, il a été radié à la fois de l'Ordre de l'Empire britannique et de l'Ordre d'Australie,.

## Chansons célèbres
- Tie Me Kangaroo Down, Sport (en) (1960)
- Six White Boomers (1961)
- Two Little Boys (en) (1969)
- Stairway to Heaven (1993)

## Filmographie

### Comme acteur
- 1955 : You Lucky People : Pvt. Proudfoot
- 1959 : Crash Drive : Bart
- 1959 : Web of Suspicion : Ben
- 1979 : The Little Convict : Grandpa
- 2010 : Ma tribu : lui-même

### Comme compositeur
- 1979 : The Little Convict

### Comme réalisateur
- 1973 : The Spirit of Dark and Lonely Water (TV)

## Documentaire télévisé
- « Rolf Harris » dans Ces crimes qui ont choqué le monde sur Numéro 23, RMC Découverte et Investigation.